# Estação Ferroviária de Vendas Novas
A Estação Ferroviária de Vendas Novas é uma interface da Linha do Alentejo, que funciona como entroncamento com a Linha de Vendas Novas, e que serve a localidade de Vendas Novas, no distrito de Évora, em Portugal. Foi inaugurada em 1861, como terminal provisório do Caminho de ferro do Sul, tendo sido ligada ao Setil em 15 de Janeiro de 1904.

## Descrição

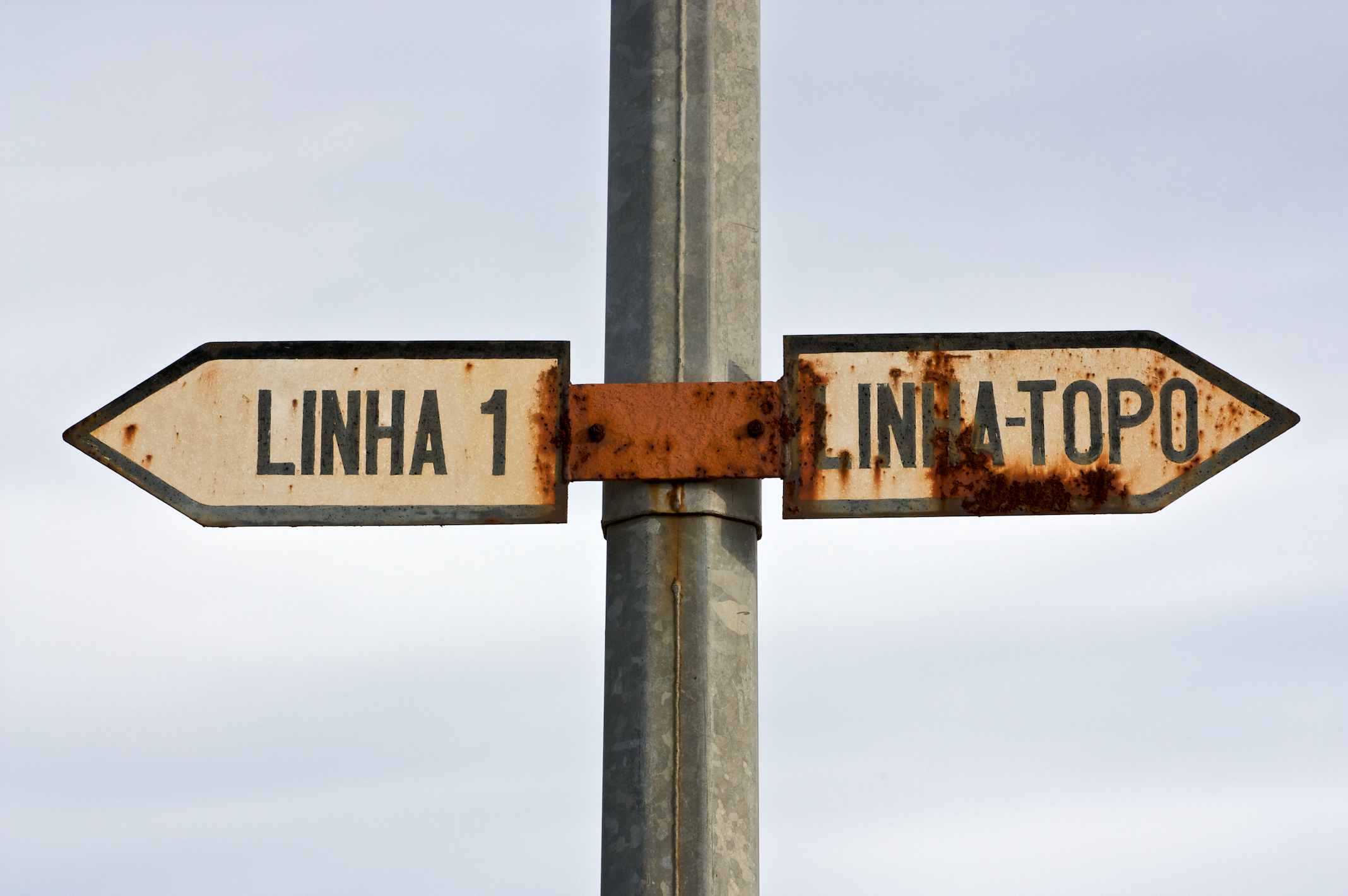
Placas de informação na estação de Vendas Novas, em 2009.

### Localização e acessos
A estação situa-se junto ao Largo 5 de Outubro, na localidade de Vendas Novas.

### Infraestrutura
Em Janeiro de 2011, apresentava quatro vias de circulação, com 241 a 482 m de comprimento; as plataformas tinham 154 e 59 m de extensão, e 40 e 55 cm de altura. O edifício de passageiros situa-se do lado Sul da via (lado direito do sentido ascendente, a Funcheira).

## História

### Século XIX

#### Inauguração e ligação a Beja e Évora
Em 1856, foi projectada uma linha desde a Margem Sul do Tejo até Vendas Novas, uma vez que os extensos areais naquela região tornavam muito difícil a circulação rodoviária; em Vendas Novas, teriam início as estradas para o Sul do país. Foi inicialmente pensada como sendo do tipo americano, mas depois foi desenvolvida para um caminho de ferro pesado, de forma a prolongá-la até Évora e Beja, e depois até Elvas e Badajoz.

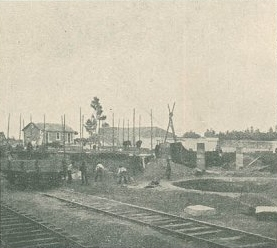
Construção da rotunda das locomotivas, em 1908.

O troço entre Bombel e Vendas Novas entrou ao serviço em 23 de Janeiro de 1861, como parte do Caminho de Ferro do Sul, ligando desta forma o Barreiro a Vendas Novas. Foi construída pela Companhia Nacional de Caminhos de Ferro ao Sul do Tejo, utilizando uma bitola de 1,44 m. Entretanto, em 3 de Janeiro de 1860 o governo contratou a Companhia dos Caminhos de Ferro do Sueste para a continuação da linha além de Vendas Novas até Évora e Beja. Em 6 de Agosto de 1861, foi assinado um contrato para a nacionalização deste troço e do Ramal para Setúbal, que foram posteriormente trespassados para a Companhia do Sueste, com o propósito de alargar a via para a bitola ibérica.
A ligação até Évora entrou ao serviço em 14 de Setembro de 1863, enquanto que a linha até Beja foi inaugurada no dia 15 de Fevereiro do ano seguinte. Em 1869, A Companhia do Sueste foi nacionalizada, tendo a exploração das linhas sido passada para a gestão directa do estado.
Em 11 de Julho de 1895 ocorreu um acidente na estação, quando um comboio de Faro para Lisboa entrou pela via errada devido a agulhas mal colocadas, tendo colidido contra os vagões que se encontravam estacionados naquela via. Este acidente provocou uma vítima mortal, o condutor do comboio, que foi apanhado por uma porta que se fechou de repente, devido à violência do embate, enquanto que os passageiros pouco sofreram.

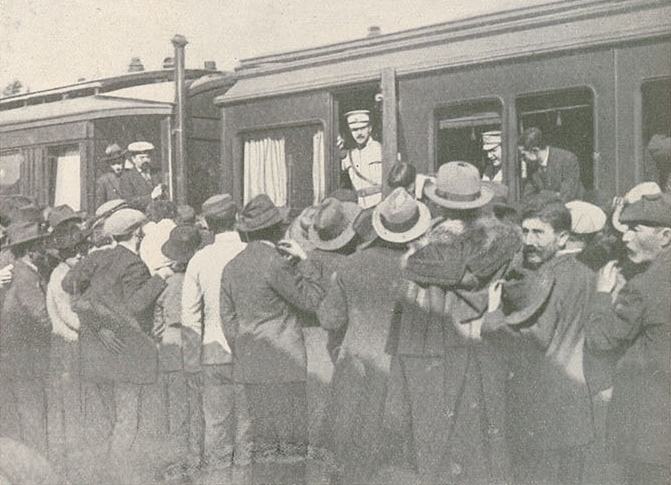
Sidónio Pais a passar por Vendas Novas a caminho de Évora, em 1918.

### Século XX

#### Ligação ao Setil
Ainda no século XIX, foi planeada uma ligação entre a Linha do Norte e a Linha do Alentejo, de forma a evitar a travessia fluvial entre o Barreiro e a cidade de Lisboa. O ponto final foi desde logo fixado em Vendas Novas, mas o inicial foi várias vezes alterado, tendo sido primeiro colocado em Santarém, e finalmente no Setil em 1900. Em 12 de Janeiro de 1903, foi apresentado o plano para a expansão da estação de Vendas Novas, de forma a suportar os serviços da Linha de Vendas Novas, que então já estava a ser construída; este documento foi aprovado em 24 de Abril do mesmo ano, após a vistoria do Conselho Superior de Obras Públicas e Minas. Este caminho de ferro abriu à exploração no dia 15 de Janeiro de 1904.

#### Transição para a CP
Em 1927, os caminhos de ferro estatais foram integrados na Companhia dos Caminhos de Ferro Portugueses. Em 1933, esta empresa realizou obras de reparação e melhoramentos na estação de Vendas Novas, e no mesmo ano a Comissão Administrativa do Fundo Especial de Caminhos de Ferro aprovou a construção de uma estrada de acesso ao cais descoberto desta estação. Em 1934, a CP calcetou o largo em frente à estação, e duplicou as linhas telefónicas entre Vendas Novas, Évora e o Setil.
No Diário do Governo n.º 92, III Série, de 17 de Abril de 1952, a Companhia dos Caminhos de Ferro Portugueses anunciou uma carreira de autocarros entre as estações de Vila Franca de Xira e Vendas Novas. No Diário do Governo n.º 31, III Série, de 7 de Fevereiro de 1955, foi informado que aquela empresa pediu autorização para estabelecer uma outra carreira de autocarros, da Estação do Barreiro a Évora, passando pela localidade de Vendas Novas.
Em 1959, foi assinado um contrato entre a Companhia dos Caminhos de Ferro Portugueses e a Ericsson, para a instalação de um sistema de sinalização e comando centralizado na Linha de Vendas Novas. Este programa contemplou a instalação de postos de sinalização com encravamentos a relés e agulhas manuais em todas as estações da Linha. Em 1968, esta interface era considerado um importante ponto de concentração da circulação ferroviária.

#### Ligações planeadas a Chamusca e Alcácer do Sal
Em 1889, já tinha sido estudado um ramal entre Vendas Novas e a margem esquerda do Rio Tejo, por iniciativa da Câmara Municipal da vila da Chamusca, que deveria ser servida pelo ramal.
Em 1 de Julho de 1928, a Companhia dos Caminhos de Ferro Portugueses já tinha proposto uma linha de Vendas Novas até Alcácer do Sal, que seria o prolongamento da Linha de Vendas Novas. Esta linha foi inserida, com o nome de Transversal de Vendas Novas, no Plano Geral da Rede Ferroviária, publicado pelo Decreto n.º 18.190, de 28 de Março de 1930.

## Referências literárias

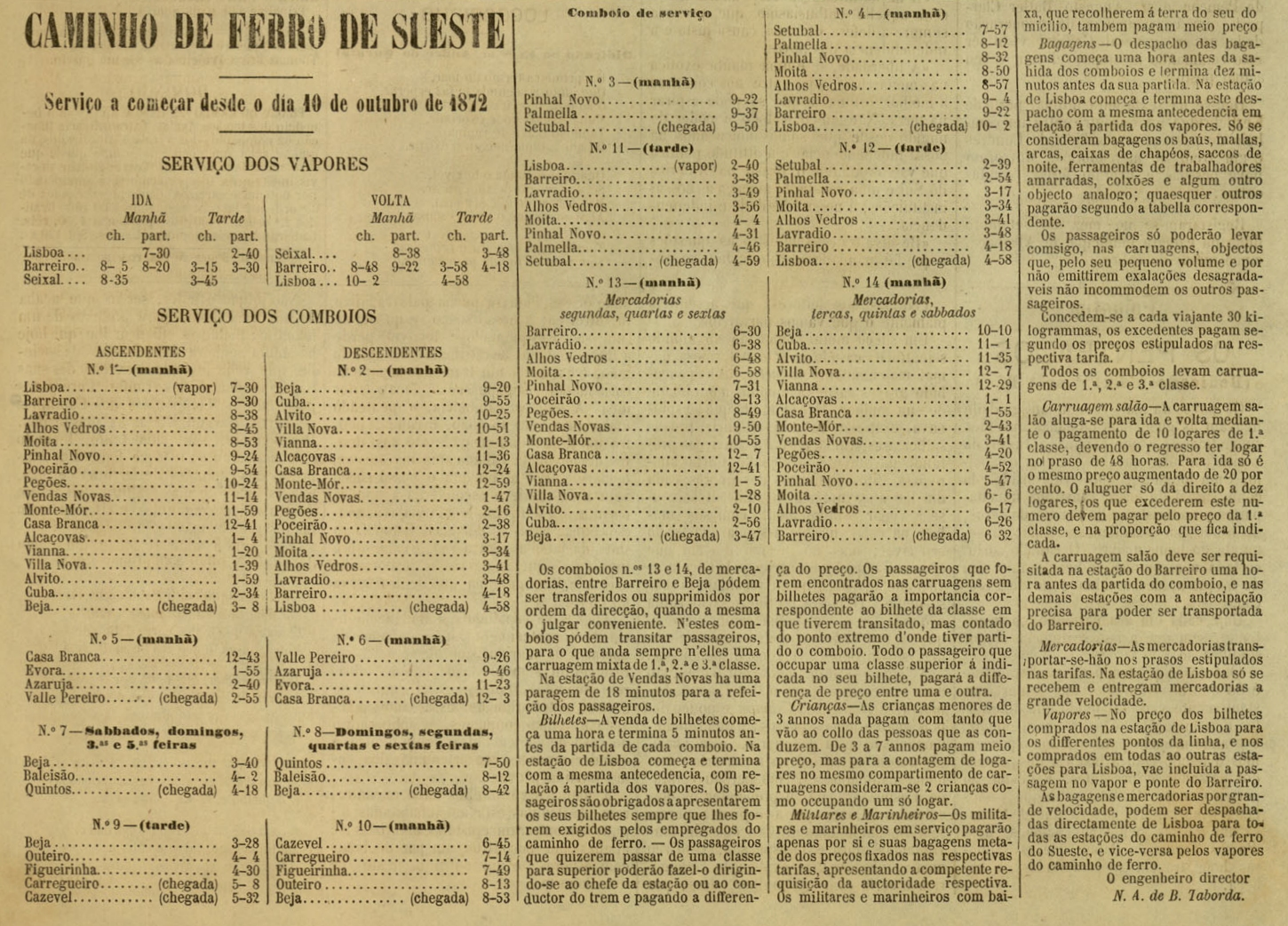
Horários dos vapores para a margem Sul e dos comboios no Alentejo, em 1872